# M1 motorway
Der M1 motorway (englisch für Autobahn M1) ist eine Autobahn in England. Sie erstreckt sich auf einer Länge von 300 km (187 Meilen) in Nord-Süd-Richtung zwischen der nördlichen Umgehungsstraße Londons und der Stadtgrenze von Leeds. Als erste Autobahn Großbritanniens gebaut, wird sie häufig als Herzstück des britischen Autobahnnetzes bezeichnet. 

## Geschichte
Als erstes Teilstück wurde am 2. November 1959 das südliche Ende der Autobahn vom damaligen Verkehrsminister Ernest Marples eröffnet. Er beschrieb, ganz im Tenor dieser Zeit, in seiner Eröffnungsrede die Autobahn als „großartige Autobahn, welche eine neue Ära des Straßenverkehrs einläutet und so mit dem neuen aufregenden Zeitalter der Wissenschaft, in dem wir leben, Schritt hält“.
Der Bau des ersten 72 Meilen langen Teilstückes dauerte 19 Monate – es wurde also eine Meile Autobahn in acht Tagen gebaut – und kostete damals 16,5 Millionen GBP. 5000 Arbeiter bewegten 20 Millionen Tonnen Erde und Gestein. Sie wurden mit Doppeldeckerbussen zur Arbeit gebracht, und alle 2,5 Meilen gab es am Rand der Baustelle eine Kantine. Der Bau der gesamten M1 kostete damals 50 Millionen GBP.
Im Jahre 1999 wurde die M1 an ihrem nördlichen Ende um weitere acht Meilen nach Nordosten verlängert, umging Leeds nun östlich und mündete in die A1 ein.

## Verkehrsaufkommen
Die M1 wurde für ein tägliches Verkehrsaufkommen von ca. 13.000 Fahrzeugen konzipiert. Heute befahren täglich bis zu 140.000 Fahrzeuge die M1, wobei zwischen den Ausfahrten 7 und 10 die höchste Verkehrsdichte herrscht. Wegen der vielen Verkehrsstaus wird die M1 auch scherzhaft der größte Parkplatz Englands genannt. Diese Situation begründet sich auch darin, dass die Anzahl an Fahrzeugen auf Großbritanniens Straßen von 2,8 Millionen 1959 auf über 27,5 Millionen gestiegen ist.

## Zwischenfall: Flugzeugunfall
Am Sonntag, dem 8. Januar 1989, stürzte eine Boeing 737-400 der British Midland Airways bei einer versuchten Notlandung kurz vor dem East Midlands Airport ab. Das Flugzeug hatte kurz vor der Überquerung der M1 das erste Mal den Boden berührt und prallte auf der gegenüberliegenden Seite gegen einen Hang, wobei 47 Passagiere ums Leben kamen. Auf der Autobahn kam niemand zu Schaden. Im Zuge der Untersuchungen wurde die Autobahn eine Woche komplett gesperrt.